# Tratatul de la Amsterdam
Tratatul de la Amsterdam a fost adoptat de șefii de stat și de guvern ai Uniunii Europene (UE) la 16-17 iulie 1997 și semnat la 2 octombrie 1997. A intrat în vigoare la 1 mai 1999.
Tratatul de la Amsterdam a amendat Tratatul de la Maastricht, fără însă a-l înlocui. Scopul lui inițial a fost de a asigura capacitatea de acțiune a UE și după extinderea spre est. Reformarea profundă a UE a eșuat însă, făcând necesare alte măsuri (vezi Tratatul de la Nisa și Constituția Europeană).

## Procesul de democratizare
Tratatul a extins drepturile Parlamentului European în sensul coparticipării acestuia la procesul decizional. Procesul codecizional fusese deja specificat în Tratatul de la Maastricht, aducând parlamentul la același nivel cu Consiliul de Miniștri. Prin Tratatul de la Amsterdam dreptul parlamentului de participare la luarea deciziilor a fost extins în toate domeniile în care Consiliul de Miniștri hotărăște cu o majoritate calificată. Excepție face de la această regulă politica agrară – domeniul cel mai costisitor al UE.
Drepturile Parlamentului European au fost extinse și în procesul de desemnare a membrilor Comisiei Europene: Parlamentul nu numai că trebuie să fie de acord cu numirea membrilor acesteia, ci și cu numirea președintelui comisiei.
Au mai rămas totuși anumite deficite d.p.d.v. democratic, fiindcă parlamentul – singurul organ la UE ales direct de populație – nu are încă nici un drept inițiativ în elaborarea proiectelor de lege. Acest drept îl are în continuare numai Comisia Europeană. În plus, comisia răspunde și de aplicarea legislației europene, ceea ce reprezintă o încălcare a principiului separației puterii legislative de cea executivă. Acest lucru se va schimba însă odată cu intrarea în vigoare a Constituției Europei.

## Politica ocupațională
Datorită creșterii șomajului în Europa tratatele conțin pentru prima dată elemente de politică ocupațională. Chiar dacă această politică rămâne o sarcină a statelor membre, s-a stabilit totuși o mai bună coordonare a măsurilor individuale luate de acestea.

## Spațiu de libertate, securitate și justiție
Prin Tratatul de la Amsterdam a fost instituit așanumitul “Spațiu de libertate, securitate și justiție”. În acest context au fost extinse drepturile Oficiului European de Poliție (EUROPOL) și a fost integrat în actele comunitare Tratatul de la Schengen. Marea Britanie și Irlanda și-au rezervat totuși dreptul de a nu adera la acest tratat.
Statele membre au convenit și asupra unei colaborări mai strânse în domeniul vizelor, azilului și imigrării.

## Politica externă și de securitate comună (PESC)
În acest context a fost înființat postul de Înalt reprezentant al Politicii Externe și de Securitate Comune, care are rolul de a reprezenta UE în afacerile externe.
Hotărârile din Consiliul de Miniștri se iau însă în continuare cu unanimitate de voturi, fiecare țară având deci un drept de veto. Majoritatea voturilor este necesară doar pentru aplicarea hotărârilor luate de consiliul cu unanimitate de voturi.

## Reforma instituțiilor Uniunii Europene
Pentru ca UE să-și păstreze capacitatea de acțiune și după extindere s-a stabilit ca țările mai mari să renunțe la cel de-al doilea comisar. De asemenea, în Tratatul de la Amsterdam s-a stabilit ca numărul maxim al deputaților din Parlamentul European să fie de 700 și după extinderea UE.
| Semnat A intrat în vigoare Document | 1948 Tratatul de la Bruxelles                                   | 1951 1952 Tratatul de la Paris | 1954 1955 Tratatul de la Bruxelles modificat          | 1957 1958 Tratatele de la Roma                        | 1965 1967 Tratatul de fuziune                         | 1975 N/A Concluziile Consiliului European                          | 1985 Acordul de la Schengen                                        | 1986 1987 Actul unic european                                      | 1992 1993 Tratatul de la Maastricht                                | 1992 1993 Tratatul de la Maastricht | 1997 1999 Tratatul de la Amsterdam | 2001 2003 Tratatul de la Nisa | 2007 2009 Tratatul de la Lisabona | 2007 2009 Tratatul de la Lisabona |  |  |  |  |  |  |  |  |
|                                     |                                                                 |                                |                                                       |                                                       |                                                       |                                                                    |                                                                    |                                                                    |                                                                    |                                     |                                    |                               |                                   |                                   |  |  |  |  |  |  |  |  |
| Cei trei piloni ai Uniunii Europene |                                                                 |                                |                                                       |                                                       |                                                       |                                                                    |                                                                    |                                                                    |                                                                    |                                     |                                    |                               |                                   |                                   |  |  |  |  |  |  |  |  |
| Comunitățile Europene:              |                                                                 |                                |                                                       |                                                       |                                                       |                                                                    |                                                                    |                                                                    |                                                                    |                                     |                                    |                               |                                   |                                   |  |  |  |  |  |  |  |  |
|                                     | Comunitatea Europeană a Energiei Atomice (EURATOM)              |                                |                                                       |                                                       |                                                       |                                                                    |                                                                    |                                                                    |                                                                    |                                     |                                    |                               |                                   |                                   |  |  |  |  |  |  |  |  |
|                                     |                                                                 |                                | Comunitatea Europeană a Cărbunelui și Oțelului (CECO) | Comunitatea Europeană a Cărbunelui și Oțelului (CECO) | Comunitatea Europeană a Cărbunelui și Oțelului (CECO) | Comunitatea Europeană a Cărbunelui și Oțelului (CECO)              | Tratatul a expirat în 2002                                         | Tratatul a expirat în 2002                                         | Tratatul a expirat în 2002                                         |                                     | Uniunea Europeană (UE)             | Uniunea Europeană (UE)        |                                   |                                   |  |  |  |  |  |  |  |  |
|                                     |                                                                 |                                | Comunitatea Economică Europeană (CEE)                 |                                                       |                                                       |                                                                    |                                                                    |                                                                    |                                                                    |                                     | Uniunea Europeană (UE)             | Uniunea Europeană (UE)        |                                   |                                   |  |  |  |  |  |  |  |  |
|                                     |                                                                 |                                |                                                       | Regulile Schengen                                     |                                                       |                                                                    | Comunitatea Europeană (EC)                                         | Comunitatea Europeană (EC)                                         |                                                                    |                                     | Uniunea Europeană (UE)             | Uniunea Europeană (UE)        |                                   |                                   |  |  |  |  |  |  |  |  |
|                                     |                                                                 | TREVI                          | TREVI                                                 | TREVI                                                 | Justiție și afaceri interne (JHA)                     |                                                                    | Comunitatea Europeană (EC)                                         | Comunitatea Europeană (EC)                                         |                                                                    |                                     | Uniunea Europeană (UE)             | Uniunea Europeană (UE)        |                                   |                                   |  |  |  |  |  |  |  |  |
|                                     | Cooperarea polițienească și judiciară în materie penală (CPJMP) | TREVI                          | TREVI                                                 | TREVI                                                 | Justiție și afaceri interne (JHA)                     |                                                                    |                                                                    |                                                                    |                                                                    |                                     | Uniunea Europeană (UE)             | Uniunea Europeană (UE)        |                                   |                                   |  |  |  |  |  |  |  |  |
|                                     |                                                                 |                                |                                                       |                                                       | Cooperarea Politică Europeană (EPC)                   | Politica externă și de securitate comună a Uniunii Europene (PESC) | Politica externă și de securitate comună a Uniunii Europene (PESC) | Politica externă și de securitate comună a Uniunii Europene (PESC) | Politica externă și de securitate comună a Uniunii Europene (PESC) |                                     | Uniunea Europeană (UE)             | Uniunea Europeană (UE)        |                                   |                                   |  |  |  |  |  |  |  |  |
| Instituții neconsolidate            | Instituții neconsolidate                                        | Uniunea Vest-Europeană (UVE)   | Uniunea Vest-Europeană (UVE)                          | Uniunea Vest-Europeană (UVE)                          | Uniunea Vest-Europeană (UVE)                          | Uniunea Vest-Europeană (UVE)                                       | Uniunea Vest-Europeană (UVE)                                       |                                                                    |                                                                    |                                     |                                    | Uniunea Europeană (UE)        |                                   |                                   |  |  |  |  |  |  |  |  |
| Instituții neconsolidate            | Instituții neconsolidate                                        | Uniunea Vest-Europeană (UVE)   | Uniunea Vest-Europeană (UVE)                          | Uniunea Vest-Europeană (UVE)                          | Uniunea Vest-Europeană (UVE)                          | Uniunea Vest-Europeană (UVE)                                       | Uniunea Vest-Europeană (UVE)                                       | Tratatul a expirat în 2011                                         |                                                                    |                                     |                                    |                               |                                   |                                   |  |  |  |  |  |  |  |  |
|                                     |                                                                 |                                |                                                       |                                                       |                                                       |                                                                    |                                                                    |                                                                    |                                                                    |                                     |                                    | v • d • m                     |                                   |                                   |  |  |  |  |  |  |  |  |